# إينا جوكوفا
إينا جوكوفا (البيلاروسية: Іна Іванаўна Жукава ؛ الروسية: Инна Ивановна Жукова ، ولدت في 6 سبتمبر 1986 في كراسنودار ، الاتحاد السوفيتي) هي لاعبة جمباز إيقاعية فردية هي صاحبة الميدالية الفضية الشاملة في دورة الألعاب  الأولمبية الصيفية 2008 بنتيجة 71.925. وحائزة على الميدالية البرونزية الشاملة في نهائي سباق الجائزة الكبرى لعام 2006، في بطولة العالم 2007 في باتراس ، احتلت اليونان جوكوفا المركز الرابع في حدث شامل وفازت بالميدالية البرونزية في نهائيات حدث حبل. احتلت بيلاروسيا المركز الثاني في منافسة الفرق ، لذلك تم منح جوكوفا وزملائها فضية الفريق.

## روابط خارجية
- إينا جوكوفا في الاتحاد الدولي للجمباز

- إينا جوكوفا على إنستغرام